# 瑪倉堡鎮區
瑪倉堡鎮區，又译马钱包镇区，是緬甸克欽邦葡萄縣下辖的一个鎮區。2014年人口8,858人，區域面積3,206.2平方公里。該鎮区下辖70個村莊。瑪倉堡為該鎮区首府。